# Kitab Futuh al-Buldan
Kitab Futuh al-Buldan – napisana w języku arabskim książka perskiego historyka o imieniu Ahmad Ibn Jahja al-Balazuri opisująca historię Islamu. „Kitab futuh al-buldan” doczekała się w 1916 przekładu na język angielski przez wybitnego historyka libańskiego, Philipa Khuri Hittiego pt. „The Origins of the Islamic State”.

## Księga pierwsza
Podbój Arabii za życia proroka Mahometa (zm. 632). Zaczyna się od wjazdu Mahometa do Medyny i budowy pierwszego meczetu w dziejach islamu, w Al-Kuba, na przedmieściach Medyny. Następnie relacjonuje konflikty z zamieszkującymi Medynę plemionami wyznającymi judaizm (nie wiadomo, czy Żydami, czy prozelitami), Banu an-Nadir i Banu Kurajza, które ostatecznie zostały zmuszone do opuszczenia miasta, a muzułmanie zajęli ich majętności. Dalej zdobycie ufortyfikowanej oazy Chajbar, którą zamieszkiwali Żydzi (lub prozelici) utrzymujący się z rolnictwa i zajęcie bez walki oazy Fadak. Wreszcie podbój reszty Arabii, z wydarzeniem naczelnym - podbojem Mekki w 630 i przejściem reszty Kurajszytów na islam.

## Księga druga
Podbój Palestyny i Syrii (bilad asz-szam). Zaczyna się od wojny z apostatami (ar-ridda), beduinami, którzy porzucili islam po śmierci Mahometa, za jego następcy - kalifa Abu Bakra (632-634). Następnie relacjonuje podbój Syrii i Palestyny. Jednymi z ważniejszych wydarzeń przedstawionych tutaj są: bitwa pod Adżnadajn, Bitwa nad rzeką Jarmuk, zdobycie Damaszku, Busry, podbój syryjskiej Al-Dżaziry.

## Księga trzecia
Różnorodna tematycznie. Opisuje podbój Armenii, Egiptu, krajów Maghrebu, Andaluzji, wysp na Morzu Śródziemnym, Nubii oraz części Iraku. Jednymi z kluczowych wydarzeń w tej księdze są: bitwa pod al-Kadisijją i zajęcie Al-Madain.

## Księga czwarta
Podbój Iraku i krajów irańskich. Budowa umocnień w Al-Basra, Al-Kufa i Wasit. Podbój Al-Dżibal, Nihawand, Hamadan, Kom, Kaszan, Isfahan, Ar-Rajj, Kazwin, Azerbejdżanu, Mosulu, Dżurdżanu i Tabarystanu.

## Księga piąta
Podbój Farsu, Kirmanu, Sidżistanu, Kabulu, Churasanu i Sindu. Uwagi na temat wkładu kalifa Umara do administracji państwowej.